# 一九四一 (電影)
《一九四一》（英語：1941）是美國導演史蒂芬·史匹柏早期執導的作品，是部讓戰爭喜劇化的電影，但是當時並不怎樣受到歡迎，和以往史蒂芬的風格有所不同。

## 剧情
珍珠港事變六天後，日軍的伊一九號（イ19）潛水艇來到好萊塢，並且在四處徘徊，剛好洛杉磯發生大停電，使得那一帶的人民陷入了無政府狀態，加上當晚的空襲作戰城市一片大亂，而日軍發射潛艇砲打壞摩天輪並將其沉入海底...

## 角色
| 演員              | 角色                              | 備註                   |
| ----------------- | --------------------------------- | ---------------------- |
| 丹·艾克洛德       | Frank Tree                        | 美軍坦克上士           |
| 尼德·比蒂         | 沃德·道格拉斯                     | 瓊·道格拉斯的丈夫      |
| 約翰·貝魯西       | 懷德·比爾·凱索                    | 美國空軍航空兵         |
| 洛林·加里         | 瓊·道格拉斯                       | 沃德·道格拉斯的妻子    |
| 克里斯托弗·李     | 沃爾夫岡·馮·克萊因施密特          | 納粹德國將軍           |
| 三船敏郎          | 三田村長官                        | 日軍潛水艇的作戰指揮官 |
| Murray Hamilton   | Claude Crumn                      |                        |
| Robert Stack      | Major General Joseph W. Stilwell  | 美國將軍               |
| Treat Williams    | Corporal Chuck "Stretch" Sitarski |                        |
| Nancy Allen       | Donna Stratton                    |                        |
| Eddie Deezen      | Herbie Kazlminsky                 |                        |
| Bobby Di Cicco    | Wally Stephens                    |                        |
| Dianne Kay        | Betty Douglas                     |                        |
| Slim Pickens      | Hollis P. Wood                    |                        |
| Wendie Jo Sperber | Maxine Dexheimer                  |                        |
| Lionel Stander    | Angelo Scioli                     |                        |
| John Candy        | Private First Class Foley         |                        |
| Perry Lang        | Dennis DeSoto                     |                        |
| Jordan Brian      | Macey Douglas                     |                        |

## 製作
該片原定由约翰·米利厄斯執導，但他得負責拍《伟大的星期三》（1978年），於是由史蒂芬·史匹柏接手。該片的劇本由羅拔·湛米基斯和鮑勃·蓋爾創作，史匹柏認為趣味十足，興致頗高，但在拍片過程中因不擅長拍喜劇而備感壓力，也表示自己冒著極大的風險：「因為該片的劇情模式不是我熟悉的直線發展」。

## 上映與評價
《一九四一》於1979年12月上映，美國本土的評價和票房不甚理想，被認為是史匹柏導演生涯的敗筆之一，不過該片在美國以外地區獲得不錯的口碑，日後還成為了一部邪典电影。史匹柏後來表示：「《一九四一》不會讓我覺得難堪，我只是覺得它還不夠好笑」。

## 奧斯卡提名
總共入圍第52屆奧斯卡金像獎3項大獎：
- 入圍最佳攝影獎
- 入圍最佳視覺效果獎
- 入圍最佳原創音樂獎